# Richard Kind
Richard Bruce Kind (Trenton; Nueva Jersey; 22 de noviembre de 1956) es un prolífico actor estadounidense muy conocido por sus papeles en las sitcoms televisivas Loco por ti (Dr. Mark Devanow) y Spin City (Paul Lassiter). También ha prestado su voz en películas de Pixar como Bichos: Una aventura en miniatura, Cars, Toy Story 3 e Inside Out.

## Primeros años
Nació en una familia judía, siendo hijo de Alice y Samuel Clase. Richard estudió en el Pennsbury Instituto con su amigo el actor Robert Curtis Brown, y se graduó en 1974. En 1978 se graduó en la Northwestern University.

## Carrera
Kind interpretó al Dr. Mark Devanow en Loco por ti durante toda la serie. En Spin City Kind y Michael Boatman fueron los dos únicos actores que aparecieron en todos los episodios. Antes de estos papeles Kind se formó en la comedia junto a la maestra Carol Burnett en Carol & Compañía, que se estrenó en 1990 en NBC.
Kind también ha trabajado en Broadway en The Tale of the Allergist Wife (2000), Los productores (2002), y Sly Fox (2004).

## Carrera como actor de doblaje
Suya es la voz de Larry Anaconda en The Wild, “Clark” en la “Expedición & de Lewis y Clark” de los anuncios radiofónicos para Horizon Air (con Patrick Warburton como “Lewis”), las de Molt en A Bug's Life, Van en Cars y Cars 2, el narrador para Disney de Go Baby, y Tom en Tom y Jerry: la película. Tiene papeles recurrentes en las series Kim Possible, (donde es Frugal Lucro) en Los pingüinos de Madagascar como Roger el Caimán, Gumbo en Chowder y Pongo en cinco episodios de la serie animada Oswald.
Aparece como un arqueólogo en Stargate y luego en Stargate Atlantis, siendo el único actor que aparece en la película original y en su secuela televisiva. Interpreta al primo de Larry David en Curb Your Enthusiasm. 

## Filmografía

### Películas
| Año  | Título                             | Personaje                    | Observaciones   |
| ---- | ---------------------------------- | ---------------------------- | --------------- |
| 1986 | Nothing in Common                  | Ejecutivo en el bar          | No acreditado   |
| 1988 | Vice Versa                         | Floyd                        |                 |
| 1988 | Meanwhile in Santa Monica          |                              |                 |
| 1991 | Queens Logic                       | Actor                        |                 |
| 1991 | Ghoulies Go to College             | Cat Ghoulie (voz)            |                 |
| 1991 | All-American Murder                | Lou Alonzo                   |                 |
| 1992 | Mr. Saturday Night                 | Reportero                    |                 |
| 1993 | Tom and Jerry: The Movie           | Tom (voz)                    |                 |
| 1993 | Quest of the Delta Knights         | Wamthool                     |                 |
| 1994 | Jimmy Hollywood                    | Conductor enfadado           |                 |
| 1994 | Clifford                           | Julien Daniels               |                 |
| 1994 | Stargate                           | Gary Meyers, Ph.D            |                 |
| 1996 | Johns                              | Paul Truman                  |                 |
| 1996 | Shooting Lily                      | Florista                     |                 |
| 1997 | Hacks                              | Benny                        |                 |
| 1997 | Cold Around the Heart              | AbogadoNabbish               |                 |
| 1998 | A Bug's Life                       | Molt (voz)                   |                 |
| 1999 | Our Friend, Martin                 | Mr. Willis (voz)             |                 |
| 2000 | Tom Sawyer                         | Mr. Dobbins (voz)            |                 |
| 2002 | Quicksand                          | Kensington                   |                 |
| 2002 | Confessions of a Dangerous Mind    | Ejecutivo de casting         |                 |
| 2003 | The Station Agent                  | Louis Tiboni                 |                 |
| 2003 | Shrink Rap                         | Herb                         |                 |
| 2003 | Nobody Knows Anything!             | Agente inmobiliario          |                 |
| 2004 | Garfield: The Movie                | Dad Rat (voz)                |                 |
| 2004 | Elvis Has Left the Building        | Burning Elvis                |                 |
| 2004 | Dog Gone Love                      | Doug                         |                 |
| 2005 | Bewitched                          | Abner Kravitz                |                 |
| 2005 | The Producers                      | Jury Foreman                 |                 |
| 2006 | Spymate                            | Dr. Farley                   |                 |
| 2006 | Cars                               | Van (voz)                    |                 |
| 2006 | The Wild                           | Larry the Anaconda (voz)     |                 |
| 2006 | I Want Someone to Eat Cheese With  | Herb Hope                    |                 |
| 2006 | For Your Consideration             | Marketing Person             |                 |
| 2006 | Everyone's Hero                    | Hobo Andy, Maitre D' (voice) |                 |
| 2006 | Raising Flagg                      | Bill Reed                    |                 |
| 2007 | The Grand                          | Andy Andrews                 |                 |
| 2007 | The Visitor                        | Jacob                        |                 |
| 2007 | National Lampoon's Bag Boy         | Dave Weiner                  |                 |
| 2007 | Big Stan                           | Mal                          |                 |
| 2007 | The Neighbor                       | Wilder                       |                 |
| 2008 | Dr. Dolittle: Tail to the Chief    | Groundhog (voz)              |                 |
| 2008 | The Understudy                     | Ian                          |                 |
| 2008 | Roadside Romeo                     | Gurú (voz)                   | No acreditado   |
| 2009 | Ingenious                          | Newkin                       |                 |
| 2009 | A Serious Man                      | Tío Arthur                   |                 |
| 2009 | Heidi 4 Paws                       | Abuelo (voz)                 |                 |
| 2009 | Help Me, Help You                  | Fish                         |                 |
| 2009 | Santa Buddies                      | Eddy el elfo perro (voz)     |                 |
| 2010 | Toy Story 3                        | Bookworm (voz)               |                 |
| 2010 | Hereafter                          | Christos                     |                 |
| 2010 | The Search for Santa Paws          | Eddy el elfo perro (voz)     |                 |
| 2011 | Fancypants                         | Mr. Camp                     |                 |
| 2011 | Cars 2                             | Van (voz)                    | Cameo de voz    |
| 2011 | Bad Seed                           | Tim                          |                 |
| 2012 | BuzzKill                           | Stan Fuller (voz)            |                 |
| 2012 | The Producers                      | Max Bialystock               |                 |
| 2012 | Argo                               | Max Klein                    |                 |
| 2012 | Divorce Invitation                 | George Mason                 |                 |
| 2012 | Santa Paws 2: The Santa Pups       | Eddy el elfo perro (voz)     |                 |
| 2013 | Dealin' with Idiots                | Harold                       |                 |
| 2014 | Obvious Child                      | Jacob                        |                 |
| 2014 | Chu and Blossom                    | Fred                         |                 |
| 2014 | The Angriest Man in Brooklyn       | Bix Field                    |                 |
| 2014 | Yellowbird                         | Michka (voz)                 | Versión inglesa |
| 2014 | All Stars                          | Richard                      |                 |
| 2014 | Ride                               | Boss                         |                 |
| 2014 | What Cheer?                        | Stan                         |                 |
| 2015 | Inside Out                         | Bing Bong (voz)              |                 |
| 2015 | The Lennon Report                  | Dr. Stephan G. Lynn          |                 |
| 2015 | Detours                            | Sam Jacobson                 |                 |
| 2016 | Albion: The Enchanted Stallion     | Brian                        |                 |
| 2016 | The Paper Store                    | Profesor Marty Kane          |                 |
| 2016 | All We Had                         | Marty                        |                 |
| 2017 | The Hebrew Hammer vs. Hitler       | Hasid                        |                 |
| 2017 | Suburbicon                         | John Sears                   |                 |
| 2017 | Bernard and Huey                   | Marty                        |                 |
| 2019 | Wonder Park                        | TBA                          |                 |
| 2019 | Bombshell                          | Rudy Giuliani                |                 |
| 2023 | Beau tiene miedo                   | Dr. Cohen                    |                 |
| 2023 | Unos suegros de armas tomar        | Neil Browning                |                 |
| 2023 | Mr. Monk's Last Case: A Monk Movie | Funerario                    |                 |

### Televisión
| Año           | Título                                   | Personaje                                       | Observaciones |
| ------------- | ---------------------------------------- | ----------------------------------------------- | --- |
| 1985          | Two Fathers' Justice                     | Fiscal de distrito Turpin                       | Telefilm |
| 1987          | Hooperman                                | Reindeer                                        | Episodio: "Deck the Cell with Bars of Folly"                                                                          |
| 1987          | Bennett Brothers                         | Richard Bennett                                 | Telefilm |
| 1988          | My Sister Sam                            | Lang                                            | Episodio: "The Art of Love"                                                                                           |
| 1988          | Mr. Belvedere                            | Joe                                             | Episodio: "Marsha's Secret"                                                                                           |
| 1989          | Empty Nest                               | Elton Sexton                                    | Episodio: "A Life in the Day"                                                                                         |
| 1989          | Unsub                                    | Jimmy Bello                                     | 8 episodios |
| 1989          | 21 Jump Street                           | Caller (voz)                                    | Episodio: "Next Victim"                                                                                               |
| 1989          | Anything but Love                        | Bradley                                         | Episodio: "Just the Facts, Ma'am"                                                                                     |
| 1990–91       | Carol & Company                          | Skit characters                                 | 31 episodios |
| 1991          | Princesses                               | Len Kleckner                                    | Episodio: "Someday My Prince Will Gum"                                                                                |
| 1991          | The Carol Burnett Show                   | Skit characters                                 | |
| 1992          | Stand By Your Man                        | Larson                                          | Episodio: "Spare Me"                                                                                                  |
| 1992          | Great Scott!                             | Alberts                                         | Episodio: "Choir Mire"                                                                                                |
| 1992–99       | Mad About You                            | Dr. Mark Devanow                                | 39 episodios |
| 1993          | The Building                             | El director neurótico                           | Episodio: "Father Knows Best"                                                                                         |
| 1993–95       | The Commish                              | Alex Beebee                                     | 6 episodios |
| 1994          | The Nanny                                | Jeffrey Needleman                               | Episodio: "The Playwright"                                                                                            |
| 1994          | Blue Skies                               | Kenny                                           | 8 episodios |
| 1995          | A Whole New Ballgame                     | Dwight Kling                                    | 7 episodios |
| 1995          | Nowhere Man                              | Max Webb                                        | Episodio: "The Spider Webb"                                                                                           |
| 1996          | Space: Above and Beyond                  | Coronel Matthew Burke                           | Episodio: "Level of Necessity"                                                                                        |
| 1996          | Madness of Method                        | Owen Goodwin                                    | Cortometraje televisivo                                                                                               |
| 1996–2002     | Spin City                                | Paul Lassiter                                   | 145 episodios |
| 1998          | Something So Right                       | Paul                                            | Episodio: "Something About the 'Men' in Menstruation"                                                                 |
| 1998          | The Lionhearts                           | Voces adicionales                               | Episodio: "Singin' in the Mane"                                                                                       |
| 1999          | Strangers with Candy                     | Harry Link, DDS                                 | Episodio: "Who Wants Cake?"                                                                                           |
| 1999          | The Wild Thornberrys                     | Lyrebird (voz)                                  | Episodio: "Koality and Kuantity"                                                                                      |
| 2001          | Even Stevens                             | Tío Chuck Stevens                               | Episodio: "Uncle Chuck"                                                                                               |
| 2001          | The Santa Claus Brothers                 | Roy (voz)                                       | Telefilm |
| 2001–02       | Oswald                                   | Pongo (voz)                                     | 5 episodios |
| 2002–03       | Still Standing                           | Dr. Nathan Gerber                               | 2 episodios |
| 2002–09       | Curb Your Enthusiasm                     | Primo Andy                                      | 4 episodios |
| 2003          | Just Shoot Me!                           | Jimmie Korsh                                    | Episodio: "The Last Temptation of Elliot"                                                                             |
| 2003          | Miss Match                               | Phil Weston                                     | Episodio: "Kate in Ex-tasy"                                                                                           |
| 2003–04       | Scrubs                                   | Harvey Corman                                   | 4 episodios |
| 2003–07       | Kim Possible                             | Frugal Lucre (voz)                              | 5 episodios |
| 2004          | Girlfriends                              | Peter Miller                                    | Episodio: "Prophet & Loss"                                                                                            |
| 2004          | Oliver Beene                             | Barnaby Rollins                                 | Episodio: "X-ray Specs"                                                                                               |
| 2004          | The Division                             | Hicks                                           | Episodio: "Lost and Found"                                                                                            |
| 2004          | My Life, Inc.                            | Dan Mannion                                     | Telefilm |
| 2004          | That '70s Show                           | Kimberly's Dad                                  | Episodio: "(I Can't Get No) Satisfaction"                                                                             |
| 2004          | Less than Perfect                        | Lance Corcoran                                  | Episodio: "Shoo-In"                                                                                                   |
| 2004          | Father of the Pride                      | Zebra (voz)                                     | 2 episodios |
| 2004–08       | Go Baby!                                 | Narrador (voz)                                  | |
| 2005          | Head Cases                               | Lou Albertini                                   | Episodio: "S(elf) Help"                                                                                               |
| 2005          | Genetically Challenged                   | Shermie Frankl                                  | Telefilm |
| 2005          | E-Ring                                   | Asst. Public Affairs Sec. Danton Murphy         | 2 episodios |
| 2005          | Reba                                     | David                                           | Episodio: "Issues" |
| 2005–13       | Sesame Street                            | Fairy Balloon Person, Mr. Disgracey             | 2 episodios |
| 2005–19       | American Dad!                            | Al Tuttle (voice)                               | 17 episodes |
| 2006          | Three Moons Over Milford                 | Pete Watson                                     | Episodio: "Dog Day Aftermoon"                                                                                         |
| 2006          | Stargate Atlantis                        | Lucius Lavin                                    | 2 episodios |
| 2006          | The Angriest Man in Suburbia             | Josh                                            | Telefilm |
| 2007          | Law & Order: Criminal Intent             | Ernest Foley                                    | Episodio: "Privilege"                                                                                                 |
| 2007          | Psych                                    | Hugo                                            | Episodio: "From the Earth to Starbucks"                                                                               |
| 2007          | All of Us                                | Dennis                                          | 2 episodios |
| 2007          | Two and a Half Men                       | Artie                                           | Episodio: "Is There a Mrs. Waffles?"                                                                                  |
| 2007          | Sands of Oblivion                        | Ira                                             | Telefilm |
| 2009          | Chowder                                  | Gumbo (voz)                                     | Episodio: "The Deadly Maze"                                                                                           |
| 2009          | Dora the Explorer                        | Greedy King (voice)                             | Episodio: "Dora Saves the Crystal Kingdom: Trilogy 2"                                                                 |
| 2009          | Sherri                                   | Vecino quejica                                  | Episodio: "Indecision '09"                                                                                            |
| 2009–11       | The Penguins of Madagascar               | Roger (voz)                                     | 6 episodios |
| 2010          | Leverage                                 | Mayor Bradford Culpepper III                    | 2 episodios |
| 2010          | Trauma                                   | Ira                                             | Episodio: "Frequent Fliers"                                                                                           |
| 2010          | 'Til Death                               | Charlie                                         | Episodio: "Brother's Keeper"                                                                                          |
| 2010          | Burn Notice                              | Marv                                            | 3 episodios |
| 2011          | Harry's Law                              | Marty Slumach                                   | Episodio: "Send in the Clowns"                                                                                        |
| 2011          | Mr. Sunshine                             | Rod McDaniel                                    | 2 episodios |
| 2011          | Femme Fatales                            | Jonathan Shields                                | Episodio: "Behind Locked Doors, Part One"                                                                             |
| 2011          | Phineas and Ferb                         | Ejecutivo (voz)                                 | Episodio: "Perry the Actorpus"                                                                                        |
| 2011–12       | Luck                                     | Joey Rathburn                                   | 9 episodios |
| 2012          | Sketchy                                  | Lord Arby                                       | Episodio: "Downtown Arby's"                                                                                           |
| 2012          | NYC 22                                   | Geoff Arnhauldt                                 | Episodio: "Thugs and Lovers"                                                                                          |
| 2012–18       | Law & Order: Special Victims Unit        | Jonas Dworkin / Biegel Griffin Kimbell, abogado | 2 episodios |
| 2013          | Kroll Show                               | Mark                                            | Episodio: "Can I Finish?"                                                                                             |
| 2013          | Golden Boy                               | Paul Daly                                       | 3 episodios |
| 2013          | Childrens Hospital                       | Marvin                                          | Episodio: "Country Weekend"                                                                                           |
| 2013          | Drop Dead Diva                           | Marty Frumm                                     | Episodio: "One Shot"                                                                                                  |
| 2013          | Dark Minions                             | Feldenbaum                                      | Telefilm |
| 2013          | The Good Wife                            | Judge Alan Davies                               | Episodio: "The Next Day"                                                                                              |
| 2014          | The Michael J. Fox Show                  | Mr. Norwood                                     | Episodio: "Secret" |
| 2014          | Ten X Ten                                | Cincuentón                                      | Miniserie |
| 2014          | Bad Teacher                              | Brie's Husband                                  | Episodio: "Pilot" |
| 2014          | Glee                                     | Mr. Rifkin                                      | Episodio: "The Back-Up Plan"                                                                                          |
| 2014          | Sharknado 2: The Second One              | Harland 'The Blaster' McGuinness                | Telefilm |
| 2014          | TripTank                                 | Dad, Stanley (voz)                              | 2 episodios |
| 2014          | The Middle                               | Dr. Niller                                      | Episodio: "Unbraceable You"                                                                                           |
| 2014–15       | Randy Cunningham: 9th Grade Ninja        | Mort Weinerman (voz)                            | 4 episodios |
| 2014–15       | Gotham                                   | Alcalde Aubrey James                            | 8 episodios |
| 2014–17       | Red Oaks                                 | Sam Myers                                       | 24 episodios |
| 2015          | What's Your Emergency                    | Devon Micketty                                  | Episodio: "Let's Make a Date"                                                                                         |
| 2015          | Unbreakable Kimmy Schmidt                | Mr. Lefkovitz                                   | Episodio: "Kimmy Goes to School!"                                                                                     |
| 2015          | Love Is Dead                             | Ken Bell                                        | Telefilm |
| 2015          | Happyish                                 | Moses                                           | Episodio: "Starring Helen Keller, Moses and Lenny Bruce"                                                              |
| 2015          | Survivor's Remorse                       | Ira Irwin                                       | Episodio: "M.V.P." 2015-17 Crossy Road: The Series - Nightmare Cupcake                                                |
| 2016          | Elementary                               | Trent Garby                                     | Episodio: "A Study in Charlotte"                                                                                      |
| 2016–17       | Lego Star Wars: The Freemaker Adventures | General imperial Durpin (voz)                   | 7 episodios |
| 2017          | Jeff & Some Aliens                       | Stanley (voz)                                   | 5 episodios |
| 2017          | Man Seeking Woman                        | Dios                                            | Episodio: "Blood" |
| 2017          | Still the King                           | Walt's Dad                                      | Episodio: "Flatbushes"                                                                                                |
| 2017          | Welcome to the Wayne                     | Harvey Timbers (voz)                            | Episodio: "Spacefish"                                                                                                 |
| 2017          | Disjointed                               | Agente especial Schwartz                        | Episodio: "The Worst"                                                                                                 |
| 2017          | I'm Dying Up Here                        | Marty Dansak                                    | 5 episodios |
| 2017          | The Goldbergs                            | Formica Mike                                    | Episodio: "Girl Talk"                                                                                                 |
| 2017          | The Librarians                           | Bennie Konopka                                  | Episodio: "And the Steal of Fortune"                                                                                  |
| 2017–18       | Elena of Avalor                          | Cucahute (voz)                                  | 2 episodios |
| 2017–18       | Tangled: The Series                      | Tío Monty (voz)                                 | 5 episodios |
| 2017–18       | Big Mouth                                | Marty Glouberman (voz)                          | 11 episodios |
| 2018          | Young Sheldon                            | Ira Rosenbloom                                  | 2 episodios: "Demons, Sunday School, and Prime Numbers" and "Vanilla Ice Cream, Gentleman Callers, and a Dinette Set" |
| 2018–presente | Summer Camp Island                       | Shark (voz)                                     | 4 episodios |
| 2019          | The Other Two                            | Skip Schamplin                                  | 5 episodios |
| 2019          | Documentary Now!                         | Larry                                           | Episodio: "Original Cast Album: Co-Op"                                                                                |
| 2019          | Brockmire                                | Gus Barton                                      | [ 7 ] |
| 2019          | Last Week Tonight with John Oliver       | Richard Sackler                                 | Episodio: "Opioids II"                                                                                                |
| 2019          | Life in Pieces                           | Mort Stuart Short                               | Episodio: "Cabana Hero Action Son"                                                                                    |